# Fissidens geppii
Fissidens geppii är en bladmossart som beskrevs av Fleischer 1904. Fissidens geppii ingår i släktet fickmossor, och familjen Fissidentaceae. Inga underarter finns listade i Catalogue of Life.